# Rally Sierra Morena de 2017
El Rally Sierra Morena de 2017, oficialmente 35. Rallye Sierra Morena, fue la treinta y cinco edición y la primera ronda de la temporada 2017 del Campeonato de España de Rally. Se celebró entre el 17 y el 18 de marzo y contó con diez tramos cronometrados que sumaban 196,88 km cronometrados.

## Itinerario
| Día   | Tramo | Nombre            | Distancia | Hora  | Ganador                  | Tiempo  | Veloc. media | Líder rally              |
| ----- | ----- | ----------------- | --------- | ----- | ------------------------ | ------- | ------------ | ------------------------ |
| Día 1 | TC1   | Cerrotrigo        | 24.52 km  | 17:53 | Surhayen Pernía          | 15:21.8 | 95.8 km/h    | Surhayen Pernía          |
| Día 1 | TC2   | Villaviciosa      | 22.96 km  | 18:41 | Surhayen Pernía          | 14:31.7 | 94.8 km/h    | Surhayen Pernía          |
| Día 1 | TC3   | Cerrotrigo        | 24.52 km  | 20:46 | Iván Ares                | 15:27.6 | 95.2 km/h    | Surhayen Pernía          |
| Día 1 | TC4   | Villaviciosa      | 22.96 km  | 21:34 | Iván Ares                | 14:41.5 | 93.8 km/h    | Surhayen Pernía          |
| Día 2 | TC5   | Córdoba (TC+)     | 11.39 km  | 10:18 | Iván Ares                | 6:40.9  | 102.3 km/h   | Iván Ares                |
| Día 2 | TC6   | Cerrobejuelas     | 24.66 km  | 11:18 | Cristian García Martínez | 14:49.0 | 99.9 km/h    | Cristian García Martínez |
| Día 2 | TC7   | Villanueva-Adamuz | 14.91 km  | 13:06 | Surhayen Pernía          | 8:29.0  | 105.5 km/h   | Surhayen Pernía          |
| Día 2 | TC8   | Córdoba           | 11.39 km  | 15:02 | Cristian García Martínez | 6:38.4  | 102.9 km/h   | Cristian García Martínez |
| Día 2 | TC9   | Cerrobejuelas     | 24.66 km  | 16:02 | Cristian García Martínez | 14:46.8 | 100.1 km/h   | Cristian García Martínez |
| Día 2 | TC10  | Villanueva-Adamuz | 14.91 km  | 17:49 | Surhayen Pernía          | 8:27.0  | 105.9 km/h   | Cristian García Martínez |

## Clasificación final
| Pos. | Piloto                   | Copiloto            | Automóvil              | Tiempo    | Diferencia |
| ---- | ------------------------ | ------------------- | ---------------------- | --------- | ---------- |
| 1.   | Cristian García Martínez | Rebeca Liso         | Ford Fiesta R5         | 2:00:36.1 | 0.0        |
| 2.   | Surhayen Pernía          | Víctor Pérez        | Hyundai i20 R5         | 2:00:44.8 |            |
| 3.   | Iván Ares                | José Antonio Pintor | Hyundai i20 R5         | 2:01:05.1 |            |
| 4.   | Pedro Burgo              | Marcos Burgo        | Škoda Fabia R5         | 2:02:17.7 |            |
| 5.   | Sergio Vallejo           | Diego Vallejo       | Citroën DS3 R5         | 2:02:45.4 |            |
| 6.   | Joan Vinyes              | Jordi Mercader      | Suzuki Swift R+        | 2:04:14.4 |            |
| 7.   | José Antonio Aznar       | José Crisanto Galán | Porsche 997 GT3 RS 3.8 | 2:06:57.0 |            |
| 8.   | Adrián Díaz Pérez        | Andrea Lamas        | Suzuki Swift S1600     | 2:07:19.0 |            |
| 9.   | Germán Leal              | Juan Carlos Ruiz    | Ford Fiesta R2T        | 2:07:56.8 |            |
| 10.  | Roberto Blach jr.        | Ariday Bonilla      | Peugeot 208 R2         | 2:09:54.0 |            |